# Parafia Najświętszej Maryi Panny Wspomożycielki Wiernych w Bukownie - Borze Biskupim
Parafia NMP Wspomożycielki Wiernych w Bukownie - Borze Biskupim – rzymskokatolicka parafia, położona w dekanacie sławkowskim, diecezji sosnowieckiej, metropolii częstochowskiej w Polsce, erygowana w 1996 roku.